# 马兹罗勒 (夏朗德省)
马兹罗勒（法語：Mazerolles，法語發音：[mazʁɔl]）是法国夏朗德省的一个市镇，位于该省东部偏北，属于孔福朗区。

## 地理
马兹罗勒（45°44'51"N, 0°32'2"E）面积17.45 平方千米，位于法国新阿基坦大区夏朗德省，该省份为法国西部内陆省份，北起德塞夫勒省和维埃纳省，东临上维埃纳省，东南至多尔多涅省，南至多爾多涅省，西接滨海夏朗德省。
与马兹罗勒接壤的市镇（或旧市镇、城区）包括：勒兰杜瓦、蒙布龙、蒙唐伯夫、奥尔热德伊、鲁泽德、圣阿德瑞托里、伊夫拉克和马莱朗。

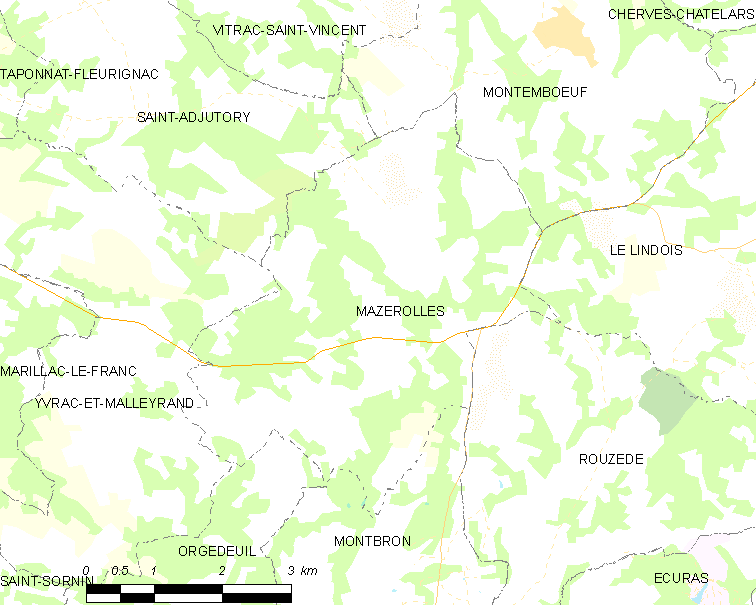
的OSM定位图

马兹罗勒的时区为UTC+01:00、UTC+02:00（夏令时）。

## 行政
马兹罗勒的邮政编码为16310，INSEE市镇编码为16213。

## 政治
马兹罗勒所属的省级选区为夏朗德-博尼约尔县。

## 人口

1962-2008年间人口变化图示

马兹罗勒于2022年1月1日时的人口数量为305人。